# 圣哈辛托 (加利福尼亚州)
圣哈辛托（英語：San Jacinto），是美国加利福尼亚州里弗赛德县下属的一座城市。建市于1888年4月20日，面积大约为25.72平方英里（66.6平方公里）。根据2010年美国人口普查，该市有人口44,199人。